# Damiano Cima
Damiano Cima   (Brescia, 13 de setembre de 1993) fou un ciclista italià, professional des del 2018, quan fitxà per l'equip Nippo-Vini Fantini-Europa Ovini. El seu darrer equip va ser l'equip Gazprom-RusVelo. Es va retirar a inicis del 2022 després de no trobar equip. En el seu palmarès destaca una victòria d'etapa al Giro d'Itàlia de 2019.

## Palmarès
- 2014
  - 1r a la Coppa Caduti Nervianesi
  - 1r a la Coppa Collecchio
- 2016
  - 1r al Gran Premi de la Indústria del marbre
  - 1r a la Pistoia-Fiorano
- 2017
  - 1r a la Coppa San Bernardino
- 2018
  - 1r al Tour de Xingtai i vencedor d'una etapa
  - Vencedor d'una etapa a la Volta a la Xina
- 2019
  - Vencedor d'una etapa al Giro d'Itàlia
- 2021
  - Vencedor d'una etapa a l'Okolo Jižních Čech

### Resultats al Giro d'Itàlia
- 2019. 137è de la classificació general. Vencedor d'una etapa